# Nadlice
Nadlice (in ungherese Nádlány) è un comune della Slovacchia facente parte del distretto di Partizánske, nella regione di Trenčín.